# Кауэрн
Кауэрн (нем. Kauern) — община в Германии, в земле Тюрингия. 
Входит в состав района Грайц. Подчиняется управлению Лендерек.  Население составляет 445 человек (на 31 декабря 2010 года). Занимает площадь 8,32 км².
Коммуна подразделяется на 3 сельских округа.

## География
Вся восточная общинная территория была шахтерской областью и была преобразована в новую сельскую местность. Соседними муниципалитетами являются Хильберсдорф и Роннебург в районе Грайц, а также уездный город Гера.

## История
Первое документальное упоминание об этом месте датируется 1465 годом, когда лорды Руденица были сосланы в Кауэрн. Начиная с 1488 года в местности правили выходцы из династии Фризов. 
Деревня Кауэрн некогда принадлежала герцогству Саксен-Альтенбург. В 1933 году в Кауэрн проживало 283 человека, а в 1939 году - 266 человек.
1 июля 1950 года населенные пункты Лихтенберг и Гессен были включены в состав Кауэрна. 

## Политическое устройство
Муниципальный совет состоит из шести членов. 
С декабря 2002 года мэром коммуны является Йорг Браунлих.